# Nymphicula torresalis
Nymphicula torresalis is een vlinder uit de familie van de grasmotten (Crambidae), uit de onderfamilie van de Acentropinae. De wetenschappelijke naam van deze soort is voor het eerst gepubliceerd in 2014 door David John Lawrence Agassiz.
De spanwijdte bedraagt ongeveer 1,5 centimeter.

## Verspreiding
De soort komt voor in Australië (Queensland).

## Waardplanten
De rups leeft op Jungermannia sp.